# Ceylanopsyche hapugowala
Ceylanopsyche hapugowala is een schietmot. De familie is nog onzeker. De soort komt voor in het Oriëntaals gebied.